# Alfred Piffl
Alfred Piffl (Kerhartice nad Orlicí, 1907. június 13. – Pozsony, 1972. június 26.) cseh építész és műemlékvédelmi szakember, többek között a pozsonyi és a dévényi vár rekonstrukciójában volt szerepe.

## Élete
Apja takácsmester volt a helyi gyárban, de az első világháború után elvesztette állását. 1925-ben Česká Třebová reálgimnáziumában érettségizett. 1931-ben elvégzi egyetemi tanulmányait Prágában a ČVUT-on (České vysoké učení technické), ugyanitt fél évig asszisztens. 1931–1933 között katonai szolgálatát végezte, többek között Kassán és Ungváron. 1933–1934-ben a Baťa cég alkalmazásában állt. 1934–1936 között a prágai Régészeti Intézetnél dolgozott. 1936–1938 között építészként dolgozik. 1937-ben habilitált Prágában, 1939-ben megnősült.
1946–1947 között Ústí nad Labem múzeumának és levéltárának volt az igazgatója. 1946–1947-ben egyetemi oktató Prágában, 1947-től börtönbezárásáig Pozsonyban volt egyetemi professzor. 1953–1957 között vett részt a pozsonyi vár felújítási és műemlékvédelmi munkálataiban. 1957-ben letartóztatták és koholt vádak alapján 2 évre ítélték. 1959-től több helyen dolgozott. 1966–1967-ben és 1971–1972-ben a Dévényi vár feltárásában vett részt. 1967–1970 között a Pozsony-váraljai ásatások vezetője a Nyitrai Régészeti Intézet alkalmazásában. 1967–1971 között az oroszvári római tábor feltárásán is részt vett. 1971-ben nyugdíjasként alkalmazták és a Pozsonyi Városi Múzeum muzeumi tanácsának lett tagja. 1971-ben kandidátusi fokozatot szerzett. 1971–1972-ben Vízvár feltárásán vett részt.

## Művei
- 1952 Nález keramiky na Primaciálnom námestí v Bratislave. Pamiatky a múzeá 1/1, 64.
- 1952 K nálezu keramiky na Primaciálnom námestí v Bratislave. Pamiatky a múzeá 1/2, 63-65.
- 1952 K rekonštrukcii kostola v Bíni. Pamiatky a múzeá 1/4, 55-57.
- 1954 Výskum Bratislavského hradu. Pamiatky a múzeá 3/4, 179-180.
- 1957 Mestská rezervácia v Banskej Štiavnici. Pamiatky a múzeá 6/1, 29-32.
- 1971 Rekonštrukcia románskej sakrálnej stavby v Brezovičke. Východoslovenský pravek 2
- 1993 Zápas s ruinami (autentické materiály z pozostalosti autora). Pamiatky a múzeá 42/5, 19-21.
- 1993 Dva roky prác na Bratislavskom hrade. Pamiatky a múzeá, roč. 42/5, 22-23.
- 2007 Zápas o Bratislavský hrad, denník 1948 – 1972. Bratislava. ISBN 80-89218-40-7

## Emléke
- Ústí nad Orlicí város in memoriam díja
- 1991-ben utcát neveztek el róla Pozsonyligetfalun

## Külső hivatkozások
- 2007 Baláž, A.: Ako český architekt zachránil náš hradný palác. Zápas o Bratislavský hrad, Denník 1948-1972 – Alfred Piffl, Recenzia. Knižná revue 2007/13.[halott link]
- 2007 Kvasnicová, M.: Príbeh profesora Piffla. Týždeň 34/2007.
- 2007 Pohaničová, J.: Alfréd Piffl – architekt s dušou pamiatkára. Pamiatky a Múzeá 2007, 57-61.
- 2007 Porubská, L.: Uplynulo sto rokov od narodenia Alfreda Piffla. Informátor Archívu Pamiatkového úradu SR 36, 1.
- 2007 Porubská, L.: Alfred Piffl a pamiatková obnova vo svetle dokumentov Archívu PÚ SR. Informátor Archívu Pamiatkového úradu SR 36, 2-6.
- 2007 Minaroviech-Ratimorská, J.: Konferencia pri príležitosti 100. výročia narodenia profesora Alfreda Piffla (1907 – 1972). Informátor SAS (Slovenskej archeologickej spoločnosti pri SAV) XVIII/ 1-2, 8-9.
- architecture.sk